# Genocidaris
Genre
Genocidaris est un genre d'oursins de la famille des Trigonocidaridae.

## Caractéristiques
Ce sont des oursins dits « réguliers », caractérisés par un test (coquille) rond couvert de radioles (piquants) réparties sur tout le corps. La bouche se situe au centre de la face orale (inférieure), et l'anus à l'opposé, au sommet de l'apex de la face aborale.
Ces oursins sont caractérisés par un petit test en forme de dôme, avec l'ambitus situé légèrement en-dessous de la mi-hauteur.

Le disque apical est petit, très bien attaché à la couronne. Il est dicyclique, avec des plaques oculaires bien séparés du périprocte. Les plaques génitales ne forment pas d'anneau périanal. Le périprocte est petit, subcirculaire et couvert par une plaque suranale translucide ; il est excentrique.

Les ambulacres sont droits, avec des paires de pores unisériées et sans phyllodes. Les plaques sont trigéminées dans un style échinidé. Chaque plaque composée porte un petit tubercule primaire. Quelques tubercules secondaires sont présents entre les primaires et du côté perradial.

Les plaques interambulacraires sont légèrement plus larges que hautes. Un petit tubercule primaire est placé en leur centre, très distinct des tubercules secondaires qui les entourent densément sur tout le test, sauf la partie adorale.

Les tubercules primaires sont imperforés et non crénulés.

De petites dépressions sont présentes autour de la base des tubercules primaires, donnant une ornementation radiale, associée à d'autres dépressions occasionnelles parmi les tubercules secondaires.

Le péristome fait presque la moitié du diamètre du test, et ses encoches buccales sont très peu prononcées. La membrane est presque nue, exception faite des pores buccaux.

La lanterne d'Aristote est camarodonte.
Ce genre est apparu au Miocène inférieur.

## Liste des espèces
Selon World Register of Marine Species (1 décembre 2014) :
- Genocidaris incerta H.L. Clark, 1928 (Australie)
- Genocidaris maculata A. Agassiz, 1869 (Méditerranée et Atlantique)

L'Echinoid Directory y ajoute des espèces fossiles :
- Genocidaris jacquementi (Lambert, 1910) -- Burdigalien, Miocène, France.
- Genocidaris monilis (Desmarest, in Defrance, 1836) -- Miocène supérieur, France.
- Genocidaris catenata (Desor, in Agassiz & Desor, 1846) -- Miocène moyen (Burdigalien-Langhien), France, Égypte.
- Genocidaris fourtaui (Lambert, 1907) -- Burdigalien, Égypte.
- Genocidaris massylea (Pomel, 1887) -- Helvétien, Algérie.
- Genocidaris nicaisei (Pomel, 1887) -- Pliocène, Algérie
- Genocidaris fraasi (Gauthier. 1901) -- Miocène, Égypte.
- Genocidaris piae (Lovisato, 1895) -- Langhien, Italie.